# Oost-Jakarta
Oost-Jakarta (Indonesisch: Jakarta Timur) is een gemeente van Jakarta, Indonesië. Het heeft een oppervlakte van 187.73 km².
Belangrijke plaatsen zijn: Luchthaven Halim Perdanakusuma, Taman Mini Indonesia Indah en Kramat Jati Market.
Sinds Mei 2002 is Koesnan Halim de burgemeester van de gemeente.

## Subdistricten
Jakarta Timur is onderverdeeld in tien onderdistricten (kecamatan):
- Matraman
- Pulo Gadung
- Jatinegara (voorheen Meester Cornelis)
- Duren Sawit
- Kramat Jati
- Makasar
- Pasar Rebo
- Ciracas
- Cipayung
- Cakung